# Platyla lusitanica
Platyla lusitanica là một loài động vật chân bụng trong họ Aciculidae. Nó là loài đặc hữu của Bồ Đào Nha.